# Noriko Uemura
Noriko Uemura (上村 典子 Uemura Noriko, Chūō-ku, Fukuoka, 15 de julio de 1963) es una seiyū japonesa. Ha participado en series como Sailor Moon, One Piece y Saint Seiya, entre otras. Está afiliada a Aoni Production.

## Roles interpretados

### Series de Anime
- Akuma-kun como la madre de Hinta
- Almendrita como Gama-ko
- Alicia en el país de las maravillas como la Reina de Corazones
- Anyamaru Tantei Kiruminzū como Ayame
- Atashi'n chi como Hara-sensei
- City Hunter 2 como Hiromi
- Dragon Ball como Choco y Eclair
- Dragon Quest: Las aventuras de Fly como Leila
- El Puño de la Estrella del Norte como Kan
- Fullmetal Alchemist: Brotherhood como Shan
- GeGeGe no Kitarō (1996) como Yobiko
- GeGeGe no Kitarō (2007) como Aoko, Azuki-Babaa y la madre de Kinta
- Gulliver Boy como Chichi
- Highschool! Kimengumi como Ikue Sandanbara
- Honey and Clover II como Hiromi
- Kiteretsu como Konchi y Sayuri
- Kobo-chan como Mine Yamakawa
- La maravillosa galaxia de OZ como Glumilda
- Lady Lady!! como Laura
- Mashin Eiyuden Wataru 2 como Ocker Kinbaba
- Mokke como Yamauba
- Nekketsu Saikyo Gozaurer como Goro Ishida y Ikuyo Ooyama
- Nodame Cantabile como Shizuyo Noda
- One Piece como Curly Dadan, Luigia y Roji
- Pokémon: Generación Avanzada como Kachinuki Mitsuyo y Mizubaa
- Sailor Moon como Petasos, Metalia y Yasha
- Sailor Moon S como Kaolinite
- Saint Seiya como Ikki de Fénix (niño), Isaac de Kraken (niño) y Makoto
- Shadow Skill como Ginebia
- Shin-chan como Hisea Koyama
- Stop!! Hibari-kun! como Hanako y la hermana de Kaji
- Tatakae!! Ramenman como Bùlán Dàoshì, Húbin y Wang
- Transformers: Victory como Clamp
- Ultraman Kids no Kotowaza Monogatari como Piguko
- Zettai Muteki Raijin-Oh como Rokurou Taniguchi

### OVAs
- Go!Go! Ackman como Josephine Yamamoto
- Golden Boy como Noriko Katsuda
- Nozomi Witches como la madre de Ryoutarou
- One piece: Episodio 0 como Curly Dadan
- Ossu!! Karate Bu como Sukeban
- Re: Cutie Honey como Gold Claw
- Shōnan Bakusōzoku como Atsuko Hayashi, la Sra. Uemura y Ōkubo
- Slow Step como la madre de Somei

### Películas
- Dr. Slump and Arale-chan: N-cha!! Trembling Heart of the Summer como Mame Soramame y Peasuke Soramame
- Himitsu no Akko-chan: Umi da! Obake da!! Natsu Matsuri como Kankichi
- Mobile Suit Gundam F91 como Nye
- Saint Seiya Gekijōban como Makoto
- Shin-Chan: El pequeño samurái como O-sato

### Especiales de TV
- Aki ga Ippai como Mine Yamakawa
- Matsuri ga Ippai! como Mine Yamakawa
- Yakusoku no Magic D como Mine Yamakawa
- Yume Ippai!! como Mine Yamakawa

### Videojuegos
- Resonance of Fate como Teresa